# Orange Merwin
Orange Merwin (* 7. April 1777 in Merryall, Litchfield County, Connecticut; † 4. September 1853 in New Milford, Connecticut) war ein US-amerikanischer Politiker. Zwischen 1825 und 1829 vertrat er den Bundesstaat Connecticut im US-Repräsentantenhaus.

## Werdegang
Orange Merwin besuchte die öffentlichen Schulen seiner Heimat und arbeitete anschließend in der Landwirtschaft. Außerdem engagierte er sich in der Politik. Zwischen 1815 und 1820 war er Abgeordneter im Repräsentantenhaus von Connecticut. Im Jahr 1818 gehörte er einer Kommission zur Überarbeitung der Staatsverfassung an. Danach war er zwischen 1821 und 1825 Mitglied des Staatssenats. Nach der Auflösung der Demokratisch-Republikanischen Partei in den 1820er Jahren schloss sich Merwin John Quincy Adams an. Er wurde Mitglied der kurzlebigen National Republican Party, die später in der Whig Party aufgehen sollte. Die Nationalrepublikaner standen in Opposition zu Andrew Jackson und der von ihm gegründeten Demokratischen Partei.
Bei den Kongresswahlen des Jahres 1824, die in Connecticut staatsweit ausgetragen wurden, wurde Merwin in das US-Repräsentantenhaus in Washington, D.C. gewählt. Dort übernahm er am 4. März 1825 den Sitz von Samuel A. Foot. Nach einer Wiederwahl im Jahr 1826 konnte er sein Mandat im Kongress bis zum 3. März 1829 ausüben. Diese Zeit wurde von heftigen politischen Diskussionen zwischen Anhängern und Gegnern von Andrew Jackson bestimmt, die sich teilweise aus den umstrittenen Präsidentschaftswahlen des Jahres 1824 ergaben. Ein anderes umstrittenes innenpolitisches Thema, mit dem sich der Kongress befassen musste, war ein neues Einfuhrzollgesetz, durch das sich die Südstaaten benachteiligt sahen und das wenige Jahre später zur Nullifikationskrise mit dem Staat South Carolina führen sollte.
1828 verzichtete Merwin auf eine weitere Kandidatur. Er war in den folgenden Jahren wieder in der Landwirtschaft tätig. Im Jahr 1831 kandidierte er erfolglos für das Amt des Vizegouverneurs von Connecticut. Orange Merwin starb im September 1853 in Milford und wurde dort auch beigesetzt.